# カイツーン

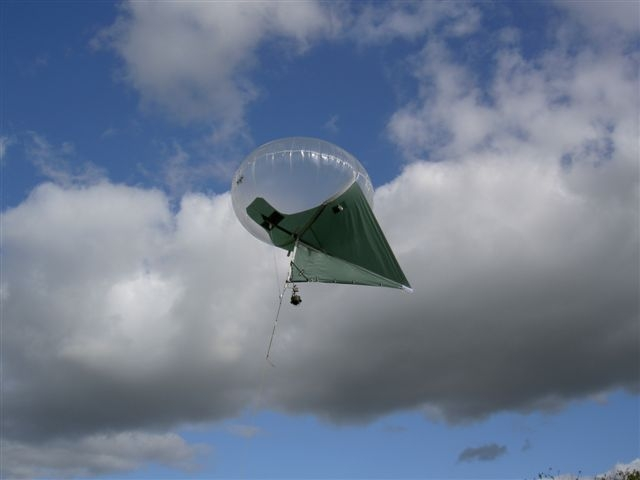
ジャイロ安定化カメラを持ち上げるヘリカイト・カイツーン

カイツーン（かいつーん、英語: Kytoon）、カイトバルーン（かいとばるーん、英語: kite balloon）または凧気球は、揚力の一部を空気より重い凧として動的に取得し、残りを空気より軽い気球として空力的に取得するテザー航空機。その言葉は凧と気球のかばん語。
カイツーンの主な利点は、風の強さに関係なく、テザーポイントの上の適度に安定した位置にとどまるのに対し、通常の気球や凧は安定性が低いことである。
カイツーンは、民間および軍事の両方で多くの目的に使用されてきた。

## 歴史
1919年に、軍隊で使用されている凧の気球工芸品をサポートするための詳細を記載したハンドブックが発行された。パーセバル大尉とシグスフェルドがプロイセンの気球大隊のベルリンの作品で1893年に作った最初の凧の気球について説明している。彼らのものは、「ドラヘン気球の前身」であった。「これは、風に対してかなり一定の角度と方向で凧のように飛ぶ最初の本物の凧気球であり、1914年から1918年の戦争が始まるまで実質的に変化しなかった」。ハイブリッド・カイトバルーンは、1944年にドミーナ・ジャルバートによって特許US2431938として特許を取得し、後にカイツーンとして知られるようになった。ジャルバートは、1945年8月31日に出願された「カイトバルーン」というタイトルの別の特許でもカイトバルーンへの注目をさらに高めた。
オールソップ・ヘリカイトは、現代のヘリウム充填の例。

## 安定
気球は風下に漂う傾向があり、風が強く吹くほど気球はさらに漂う。これにより、テザーが斜めに傾いて、バルーンが下に引っ張られる。カイツーンでは、カイツーンアクションが気球を持ち上げ、この引っ張りに対抗し、カイツーンを所定の位置に保持する。風が強く吹くと、カイトの動きが激しくなる。これにより、強風下でも良好な安定性が得られる。
弱い風や突風の場合、カイトはノーズダイブする可能性があり、回復してもかなりの高さを失う。カイツーンは浮力があるため、機首が下がらず、比較的静止した空気中でも所定の位置に留まる。

## アプリケーション
カイツーンの用途は次のとおり。
- 通信アンテナを高く上げる[3][4][5]
- 商業広告[3]
- 低レベルの航空写真[3]
- 発電用の風力タービンを上げる
- 穏やかなまたは風の中で緊急信号を上げる
- 気象測定[6]
- 地理的調査を実施するための目撃目標[3]
- 鳥を作物から遠ざける
- レクリエーション